# Argument von Frattini
Das Argument von Frattini, kurz das Frattini-Argument, ist eine nach dem italienischen Mathematiker Giovanni Frattini benannte Schlussweise aus dem mathematischen Teilgebiet der Gruppentheorie. Es ermöglicht, eine endliche Gruppe unter gewissen Umständen als Komplexprodukt zweier Untergruppen schreiben zu können.

## Definitionen
Wir verwenden für die Konjugation die  Potenzschreibweise, das heißt, sind {\displaystyle x} und {\displaystyle y} Elemente einer Gruppe {\displaystyle G}, so schreiben wir {\displaystyle x^{y}:=y^{-1}xy} und {\displaystyle M^{y}:=\{y^{-1}xy|\,x\in M\}} für eine Teilmenge {\displaystyle M}. Normalteiler sind bekanntlich genau diejenigen Untergruppen {\displaystyle N} für die {\displaystyle N^{y}=N} für alle {\displaystyle y\in G} gilt und {\displaystyle N_{G}(M):=\{y\in G|\,M^{y}=M\}} bezeichnet den Normalisator von {\displaystyle M} in {\displaystyle G}. Für eine Primzahl {\displaystyle p} ist eine p-Sylowgruppe eine p-Untergruppe maximaler Ordnung.

## Das Frattini-Argument
Ist {\displaystyle N} ein Normalteiler der Gruppe {\displaystyle G} und {\displaystyle P} eine p-Sylowgruppe von {\displaystyle N}, so gilt {\displaystyle G=N_{G}(P)\cdot N}.
Ist nämlich {\displaystyle x\in G}, so ist {\displaystyle P^{x}\subset N^{x}=N}, also {\displaystyle P^{x}} ebenfalls p-Sylowgruppe in {\displaystyle N}. Die Sylow-Sätze für {\displaystyle N} ergeben, dass {\displaystyle P} und {\displaystyle P^{x}} in {\displaystyle N} konjugiert sind, das heißt, es gibt ein {\displaystyle y\in N} mit {\displaystyle P^{y}=P^{x}}. Daraus folgt {\displaystyle P^{xy^{-1}}=P}, also {\displaystyle xy^{-1}\in N_{G}(P)} und damit {\displaystyle x\in N_{G}(P)\cdot y\subset N_{G}(P)\cdot N}. Da {\displaystyle x\in G} beliebig war, folgt die Behauptung.

## Weitere Definitionen
Eine eng mit obigem Frattini-Argument zusammenhängende Schlussweise existiert auch für die Operation einer Gruppe G auf einer Menge Ω. Eine Operation heißt transitiv, wenn es zu je zwei Elementen {\displaystyle \omega _{1},\omega _{2}\in \Omega } ein {\displaystyle x\in G} gibt mit {\displaystyle \omega _{1}^{x}=\omega _{2}}. Für {\displaystyle \omega \in \Omega } sei {\displaystyle G_{\omega }:=\{x\in G|\,\omega ^{x}=\omega \}} die sogenannte Stabilisatorgruppe in {\displaystyle \omega }. Ferner beachte, dass mit {\displaystyle G} auch jede ihrer Untergruppen auf {\displaystyle \Omega } operiert. 
Mit diesen Begriffen gilt folgender, ebenfalls als Frattini-Argument bekannter Sachverhalt:

## Das Frattini-Argument für Operationen
Die Gruppe {\displaystyle G} operiere auf {\displaystyle \Omega }, {\displaystyle N} sei eine Untergruppe von {\displaystyle G} und die auf {\displaystyle N} eingeschränkte
Operation auf {\displaystyle \Omega } sei transitiv. Dann gilt {\displaystyle G=G_{\omega }\cdot N} für jedes {\displaystyle \omega \in \Omega }.
Der Beweis dieser Aussage ist eine elementare Variante der oben vorgestellten Schlussweise. Ist nämlich {\displaystyle x\in G} und {\displaystyle \omega \in \Omega }, so ist {\displaystyle \omega ^{x}\in \Omega } und wegen der vorausgesetzten Transitivität von {\displaystyle N} gibt es ein {\displaystyle y\in N} mit {\displaystyle \omega ^{y}=\omega ^{x}}, das heißt {\displaystyle \omega ^{xy^{-1}}=\omega }, also {\displaystyle xy^{-1}\in G_{\omega }} und schließlich {\displaystyle x\in G_{\omega }\cdot y\subset G_{\omega }\cdot N}. Da {\displaystyle x\in G} und {\displaystyle \omega \in \Omega } beliebig waren, folgt die Behauptung.
Man kann das Frattini-Argument für Normalteiler auf das Frattini-Argument für Operationen zurückführen. Ist {\displaystyle \Omega } die Menge der p-Sylowgruppen von {\displaystyle N}, so operiert {\displaystyle G} mittels Konjugation auf {\displaystyle \Omega } und die auf {\displaystyle N} eingeschränkte Operation ist nach den Sylow-Sätzen transitiv. Für jedes {\displaystyle P\in \Omega } ist {\displaystyle N_{G}(P)} die Stabilisatorgruppe zu {\displaystyle P}. Das Frattini-Argument für Operationen ergibt also {\displaystyle G=N_{G}(P)\cdot N}.

## Anwendungen
- Die erste auf Frattini selbst zurückgehende Anwendung besteht in dem Nachweis, dass die heute so genannte Frattinigruppe einer endlichen Gruppe nilpotent ist.[4]
- Ist {\displaystyle P} eine p-Sylowgruppe einer endlichen Gruppe {\displaystyle G}, so ist {\displaystyle N_{G}(N_{G}(P))=N_{G}(P)}. Dazu wende man das Frattini-Argument auf die Gruppe {\displaystyle N_{G}(N_{G}(P))}, die {\displaystyle N_{G}(P)} als Normalteiler enthält, an.